# Florentino Galang Lavarias
Florentino Galang Lavarias (Santa Ines, 14 marzo 1957) è un arcivescovo cattolico filippino, dal 25 luglio 2014 arcivescovo metropolita di San Fernando.

## Biografia
È nato a Santa Ines nel 1957.

### Formazione e ministero sacerdotale
Si è laureato all'Università Holy Angel nel 1978, prima di entrare nel seminario di San Carlos. È stato ordinato presbitero il 26 settembre 1985, presso la parrocchia di Nostra Signora delle Grazie, dall'allora arcivescovo di San Fernando Oscar Valero Cruz. Ha servito varie parrocchie dell'arcidiocesi di San Fernando.

### Ministero episcopale

Stemma da vescovo

Il 19 giugno 2004 papa Giovanni Paolo II lo ha nominato vescovo di Iba. Ha ricevuto l'ordinazione episcopale il 12 agosto seguente, nella cattedrale di San Fernando dell'omonima arcidiocesi, per mano del nunzio apostolico delle Filippine Antonio Franco, assistito dai co-consacranti Paciano Basilio Aniceto, arcivescovo metropolita di San Fernando, e da Gaudencio Borbon Rosales, arcivescovo metropolita di Manila. Come motto episcopale ha scelto Voluntas tua delectatio mea, che tradotto vuol dire "La tua volontà è la mia gioia".
Il 2 dicembre 2010 e il 20 maggio 2019 è stato ricevuto in udienza papale durante la visita ad limina insieme agli altri vescovi filippini. 
Il 25 luglio 2014 papa Francesco lo ha promosso arcivescovo metropolita di San Fernando; ha preso possesso dell'arcidiocesi il 27 ottobre seguente.
Dal 22 luglio 2023 al 1º marzo 2025 ha ricoperto l'ufficio di amministratore apostolico di Balanga.

## Genealogia episcopale e successione apostolica
La genealogia episcopale è:
- Cardinale Scipione Rebiba
- Cardinale Giulio Antonio Santori
- Cardinale Girolamo Bernerio, O.P.
- Arcivescovo Galeazzo Sanvitale
- Cardinale Ludovico Ludovisi
- Cardinale Luigi Caetani
- Cardinale Ulderico Carpegna
- Cardinale Paluzzo Paluzzi Altieri degli Albertoni
- Papa Benedetto XIII
- Papa Benedetto XIV
- Papa Clemente XIII
- Cardinale Enrico Benedetto Stuart
- Papa Leone XII
- Cardinale Chiarissimo Falconieri Mellini
- Cardinale Camillo Di Pietro
- Cardinale Mieczysław Halka Ledóchowski
- Cardinale Jan Maurycy Paweł Puzyna de Kosielsko
- Arcivescovo Józef Bilczewski
- Arcivescovo Bolesław Twardowski
- Arcivescovo Eugeniusz Baziak
- Papa Giovanni Paolo II
- Arcivescovo Antonio Franco
- Arcivescovo Florentino Galang Lavarias

La successione apostolica è:
- Vescovo Daniel Oca Presto (2018)